# Cinq-Mars-la-Pile
Cinq-Mars-la-Pile é uma localidade Francesa pertencente à comuna de Langeais, na região administrativa do Centro, no departamento de Indre-et-Loire (departamento número 37). Esta estende-se por uma área de 20,08 km². Em 2010 a comuna tinha 3 670 habitantes (densidade: 182,8 hab./km²).